# Bourne Magnetic Truck Company
Die Bourne Magnetic Truck Company war ein kurzlebiger, US-amerikanischer Nutzfahrzeughersteller. Herausragendes Merkmal der beiden produzierten Lastkraftwagen war ihr elektromagnetisches Getriebe. Der Markenname war Bourne.

## Unternehmensgeschichte
Stephen Bourne stellte 1915 einen LKW-Entwurf für die Atlantic Refining Company vor, eine Erdölförderungsgesellschaft und Vorläuferin von Atlantic Petroleum und Sunoco. Im gleichen Jahr entstanden einige dieser Fahrzeuge zu Testzwecken. Das Unternehmen wurde 1915 gegründet und hatte seine Postadresse an der Sedgley Avenue und North 17th Street in Philadelphia. Bourne teilte die Anlagen mit der Biddle Motor Car Company, einem ebenfalls 1915 gegründeten Hersteller von Oberklasse-Automobilen, der hier eingemietet war. Es scheint einen weiteren Bezug zu diesem Unternehmen gegeben zu haben, denn beide zogen um die gleiche Zeit um nach New York City.
Die reguläre Produktion begann bei der Bourne Magnetic Truck Company Ende 1916 mit dem Zweitonner  (1815 kg) Bourne VM zu US$ 3150,-. Ein Bourne VX mit 3,5 sh tn (3175 kg) Nutzlast und einem Listenpreis von US$ 3850,- folgte bald darauf. Bereits 1916 vermerkte das Unternehmen die Auslieferung von 150 LKW an einen Einzelkunden. Die Vermutung liegt nahe, dass dieser Kunde Atlantic Refining war.
Zur Herstellung des Bourne-LKW hatte das Unternehmen eine Lizenz der R. M. Owen and Company in Cleveland (Ohio) erworben, bei welcher die Rechte am nachstehend beschriebenen Entz-Antrieb lagen. Dieses Unternehmen war zur Herstellung eines Oberklasse-Personenwagens gegründet worden, des Owen Magnetic. Es war vom Automobilpionier Walter C. Baker finanziert worden, der mit dem Kugellagerhersteller American Roller Bearing Company ein Schlüsselunternehmen der Fahrrad- und Automobilindustrie besaß. Sein Elektroauto-Unternehmen Baker Motor Vehicle Company hatte er 1914 mit einem anderen ortsansässigen Elektroautobauer zur Rauch & Lang fusioniert.
Ein Fahrzeug mit Entz-Antrieb muss weder geschaltet noch gekuppelt werden. Der Bourne kämpfte mit den gleichen Problemen wie entsprechende Personenwagen: Das System war zwar einfach zu bedienen und funktionierte bei richtigem Unterhalt auch zufriedenstellend. Es verteuerte aber auch die Herstellungskosten und damit den Verkaufspreis und es war sehr komplex zu warten. Bei einem Nutzfahrzeug fielen seine Vorteile noch weniger ins Gewicht als bei Oberklasse-Personenwagen wie dem Owen Magnetic und die Wirtschaftlichkeit spielt eine noch größere Rolle. Die Preise mussten auf US$ 3500,- respektive US$ 4200,- erhöht werden. Wann dies erfolgte ist unklar, doch waren die Preise am 1. Januar 1918 gültig.
Geworben wurde mit den Slogans "The Most Advanced Truck in America" ("Der fortschrittlichste LKW in Amerika") und "The Aladdin of Motor Power Transmission" ("Der Aladin der Motor-Kraftübertragung"). Es scheint eine Zusammenarbeit bezüglich Kundenbetreuung zwischen Baker, Rauch & Lang und der Bourne Magnetic Truck Company gegeben zu haben.
Der Umzug nach New York City ist belegt und fand 1918 oder 1919 statt. Folgerichtig vermerkt eine Quelle das Produktionsende noch 1918 und eine andere 1919. Anzeigen für Bourne-LKW wurden noch im Oktober 1919 geschaltet. Biddles Umzug fand 1919 statt.
Nach dem Ende des Ersten Weltkriegs geriet der Nutzfahrzeugmarkt in Europa und in den Vereinigten Staaten in Umbruch. Die Hersteller kehrten zur Friedensproduktion zurück und gleichzeitig drängte eine große Zahl überzähliger, gut gewarteter und sehr preisgünstiger Lastkraftwagen auf den Markt. Es kam zu einer Konzentration der Hersteller und viele kleine von ihnen mussten aufgeben. Ob es bei der Bourne Magnetic Truck Company zu einer Insolvenz gekommen ist oder ob das Unternehmen einfach seine Tore schloss, ist nicht überliefert.

## Technik
Der Bourne war abgesehen von seinem Antrieb ein konventionell konstruierter Lastkraftwagen. Das Aussehen ist an den Liberty Truck angelehnt. Die beiden Ausführungen wurden von baugleichen Vierzylindermotoren der Hercules Gas Engine Company (1914–1934) angetrieben. Bourne vermerkte, dass es sich um einen speziell für LKW entwickelten Motor handelte. Als Lieferant von Wasserkühlern konnte die Rome-Turney Radiator Company aus Rome (New York) identifiziert werden. Der Kühler war fast rechteckig, oben gerippt und stand der oben gewölbten Motorhaube vor.
Das Unternehmen legte auch Wert darauf, dass es seine Fahrgestelle selber herstellte und dafür Chrom-Vanadiumstahl verwendete. Der erste Chefingenieur der Ford Motor Company, C. Harold Wills (1878–1940), hatte die Legierung erstmals mit dem Ford Modell T 1907 in der Automobilindustrie angewandt. Die Blattfedern kamen vom Spezialisten Mather Spring Company in Ohio; Bourne hatte dazu eine eigene Befestigung ohne Bolzen entwickelt. Die wenigen bekannten Abbildungen des Fahrzeugs (ein VM) und ein Bourne unbekannten Typs in der eigenen Werbung zeigen Doppelräder an der Hinterachse. Die Fahrzeuge hatten Linkslenkung, Holzartillerieräder, Vollgummibereifung und halboffene Fahrerhäuser, d. h. ein festes Dach aber keine Seitenwände.

### Der Entz-Antrieb
Eine gute Beschreibung der Funktionsweise des Entz-Antriebs lieferte der US-amerikanische Comedian, langjährige Gastgeber der Tonight Show und anerkannte Sammler Jay Leno: The engine's only job is to turn the magnetic field, which then turns the generator, which runs the rear wheels. It's not a hybrid, it's driven by a conventional engine. It was an automatic transmission 30 years ahead of its time. – "Die Aufgabe des Motors ist es, das Magnetfeld aufzubauen. Dieses dreht den Generator, und dieser die Hinterräder. Es ist kein Hybrid, es wird von einem herkömmlichen Motor angetrieben. Es war ein Automatikgetriebe 30 Jahre vor seiner Zeit."
Das Prinzip entspricht dem des dieselelektrischen Antriebs: Ein Verbrennungsmotor produziert Leistung, die an einen Stromgenerator weitergegeben wird. Dieser speist einen Elektromotor, der die Hinterräder antreibt. Der Mechanismus benötigt weder Getriebe noch Kupplung und hat keine direkte Verbindung zwischen Motor und Hinterrädern. Anstelle des Schwungrads werden am hinteren Ende der Kurbelwelle ein Generator und ein hufeisenförmiger Magnet angebracht. Am vorderen Ende der Kardanwelle sitzt ein Elektromotor mit einem Anker im schnell drehenden Magneten. Der vom Generator erzeugte und über den Anker des Elektromotors übertragene Strom liefert die Energie zum Drehen der Kardanwelle und damit der Hinterräder. Die Geschwindigkeit wird durch einen Hebel neben dem Lenkrad reguliert. Für die Bourne Magnetic Truck Company lagen die Vorteile des Entz-Getriebes in der stufenlosen, geräuscharmen Kraftübertragung, der erleichterten Fahrzeugbedienung, reduzierten Betriebskosten, längerer Lebensdauer und der Zusatzfunktion des Generators als elektrischem Anlasser. Wie für den Owen Magnetic wurden auch für Bourne VM und VX die Komponenten des Antriebsstrangs von General Electric bezogen.
Beim Bourne wurde die Kraft in der Hinterachse mittels Schneckengetriebe übertragen.

### Modellübersicht
Es liegen nur unvollständige Angaben vor.
| Bauzeit        | Modell | Nutzlast           | Motor        | Listenpreis           |
| -------------- | ------ | ------------------ | ------------ | --------------------- |
| 1916–1918/1919 | VM     | 2 sh tn / 1814 kg  | R4; Hercules | US$ 3150,- US$ 3500,- |
| 1916–1918/1919 | VX     | 3½ sh tn / 3175 kg | R4; Hercules | US$ 3800,- US$ 4200,- |